# Ballon d'or 1974
Navigation
Édition précédente Édition suivante
Le Ballon d'or 1974 récompensant le meilleur footballeur européen évoluant en Europe a été attribué le 31 décembre 1974 au Néerlandais Johan Cruijff.
Il s'agit de la 19e édition de ce trophée mis en place par le magazine français France Football qui publia le vote dans le numéro 1500.
Vingt-six journalistes ont pris part au vote (Allemagne de l'Ouest, Allemagne de l'Est, Angleterre, Autriche, Belgique, Bulgarie, Danemark, Espagne, France, Finlande, Grèce, Hongrie, Irlande, Italie, Luxembourg, Norvège, Pays-Bas, Pologne, Portugal, Roumanie, Suède, Suisse, Tchécoslovaquie, Turquie, Union soviétique et Yougoslavie).
Le titre est à nouveau remporté par le néerlandais Johan Cruijff pour la seconde année consécutive (et devient alors le premier joueur de l'histoire à remporter trois fois le trophée, après les éditions de 1971 et 1973).

## Classement complet
| Rang | Nom               | Club                        | Nationalité          | Points |
| 1    | Johan Cruijff     | FC Barcelone                | Pays-Bas             | 116    |
| 2    | Franz Beckenbauer | Bayern Munich               | Allemagne de l'Ouest | 105    |
| 3    | Kazimierz Deyna   | Legia Varsovie              | Pologne              | 35     |
| 4    | Paul Breitner     | Bayern Munich / Real Madrid | Allemagne de l'Ouest | 32     |
| 5    | Johan Neeskens    | Ajax / FC Barcelone         | Pays-Bas             | 21     |
| 6    | Grzegorz Lato     | Stal Mielec                 | Pologne              | 16     |
| 7    | Gerd Müller       | Bayern Munich               | Allemagne de l'Ouest | 14     |
| 8    | Robert Gadocha    | Legia Varsovie              | Pologne              | 11     |
| 9    | Billy Bremner     | Leeds                       | Écosse               | 9      |
| 10   | Jürgen Sparwasser | Magdebourg                  | Allemagne de l'Est   | 4      |
| 10   | Ralf Edström      | PSV Eindhoven               | Suède                | 4      |
| 10   | Berti Vogts       | Borussia Mönchengladbach    | Allemagne de l'Ouest | 4      |
| 13   | Ronnie Hellström  | Kaiserslautern              | Suède                | 3      |
| 13   | Jan Tomaszewski   | ŁKS Łódź                    | Pologne              | 3      |
| 15   | Sepp Maier        | Bayern Munich               | Allemagne de l'Ouest | 2      |
| 15   | Hristo Bonev      | Lokomotiv Plovdiv           | Bulgarie             | 2      |
| 15   | Jerzy Gorgoń      | Górnik Zabrze               | Pologne              | 2      |
| 15   | José Altafini     | Juventus                    | Italie               | 2      |
| 19   | Oleg Blokhine     | Dynamo Kiev                 | Union soviétique     | 1      |
| 19   | Rainer Bonhof     | Borussia Mönchengladbach    | Allemagne de l'Ouest | 1      |
| 19   | Uli Hoeneß        | Bayern Munich               | Allemagne de l'Ouest | 1      |
| 19   | Branko Oblak      | Hajduk Split                | Yougoslavie          | 1      |
| 19   | Jean-Marc Guillou | Angers                      | France               | 1      |